# Ауэн (Рейнланд-Пфальц)
Ауэн (нем. Auen) — община в Германии, в земле Рейнланд-Пфальц.
Входит в состав района Бад-Кройцнах. Подчиняется управлению Бад Зобернхайм. Население составляет 222 человека (на 31 декабря 2010 года). Занимает площадь 2,71 км².